# پتریس (رود)
پتریس (به ایتالیایی: Petrace) یک رود در ایتالیا است که در ایتالیا واقع شده‌است.